# Dżunajd (Syria)
Dżunajd – wieś w Syrii, w muhafazie Aleppo. W 2004 roku liczyła 1165 mieszkańców.